# Torrita di Siena
Torrita di Siena is een gemeente in de Italiaanse provincie Siena (regio Toscane) en telt 7285 inwoners (31-12-2004). De oppervlakte bedraagt 58,4 km², de bevolkingsdichtheid is 125 inwoners per km².
De volgende frazioni maken deel uit van de gemeente: Montefollonico.

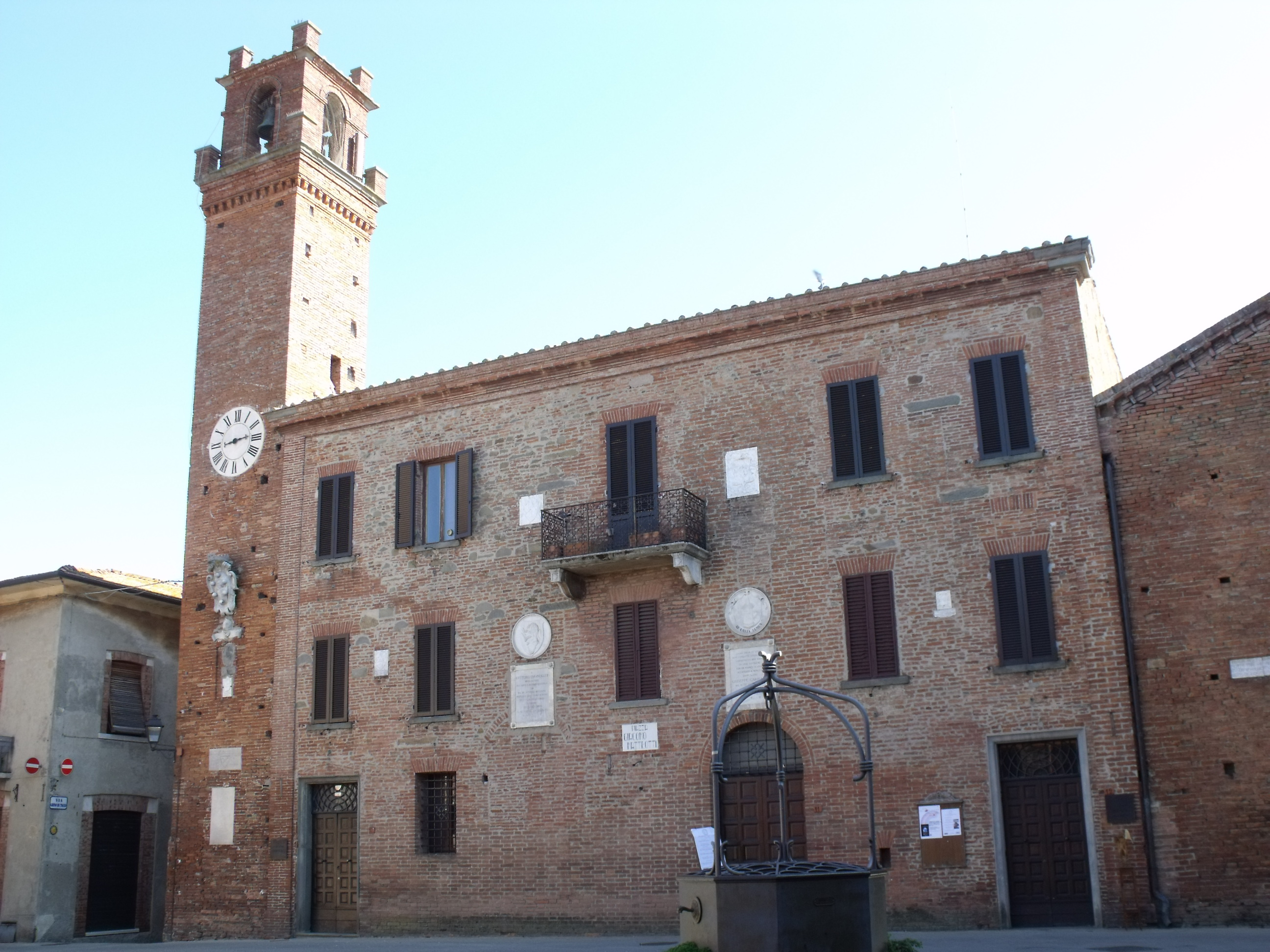
Gemeentehuis
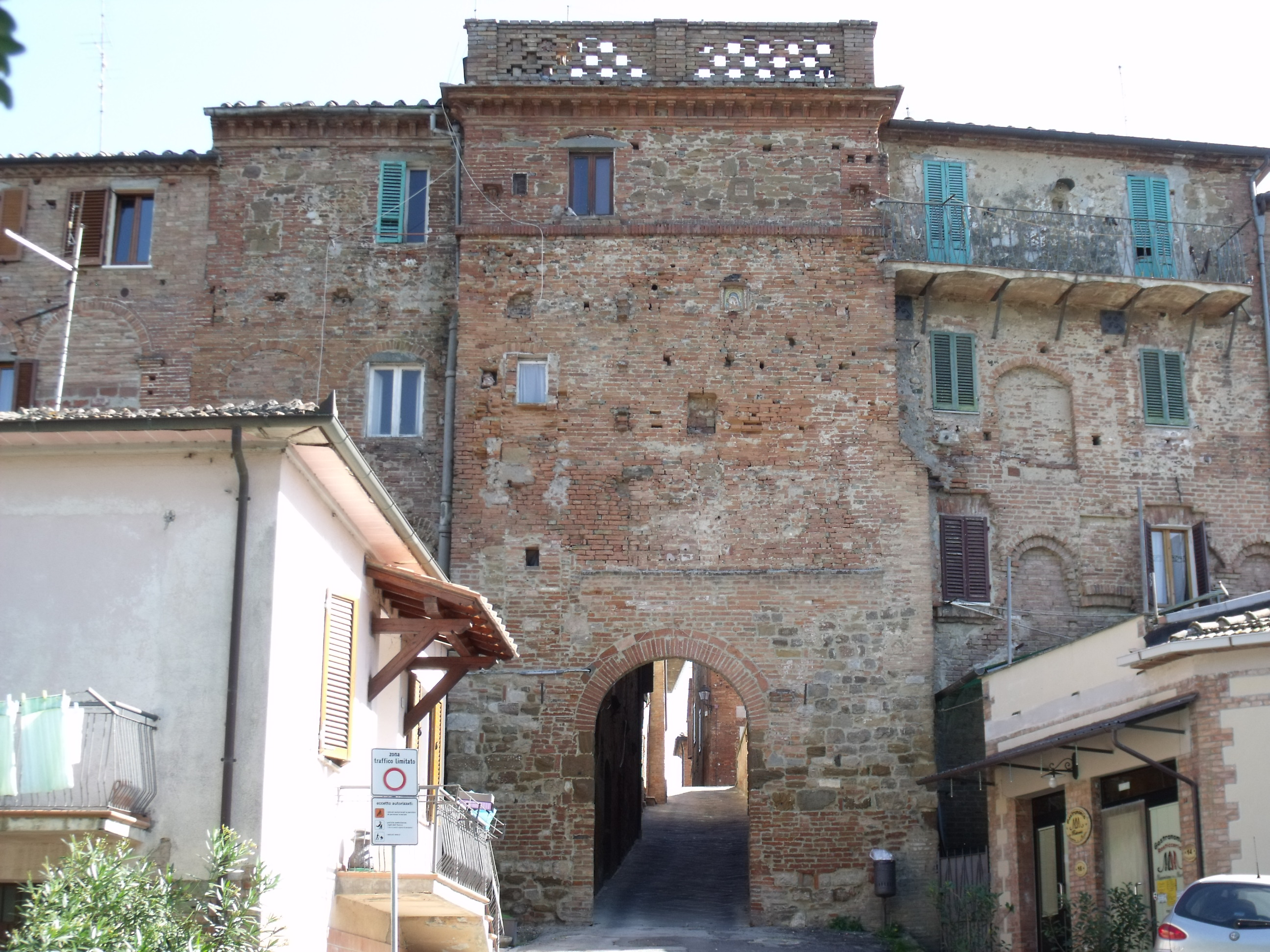
Porta a Pago
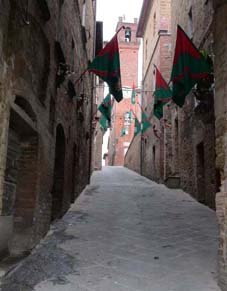
Straat achter de porta a Pago
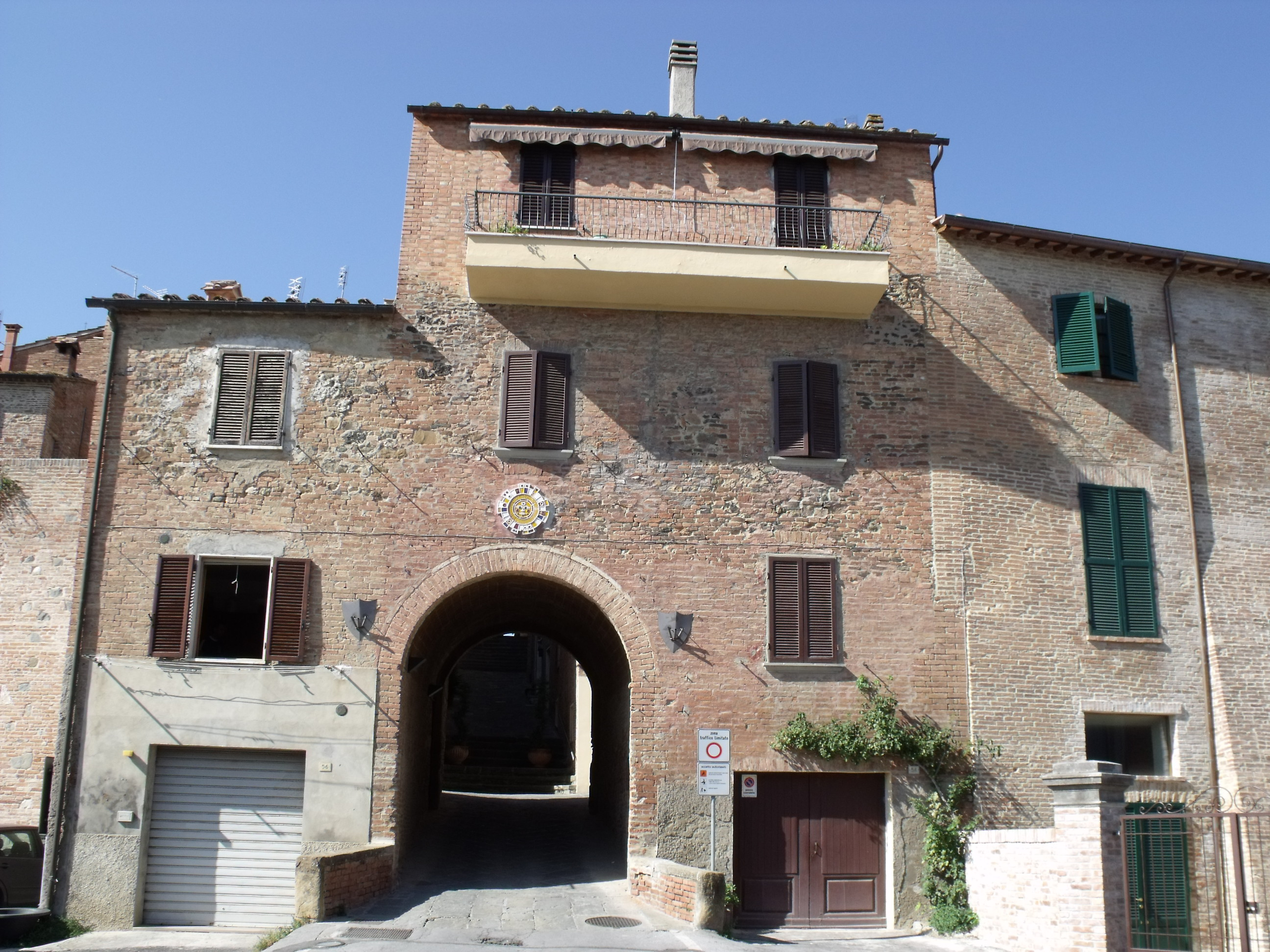
Porta a Sole
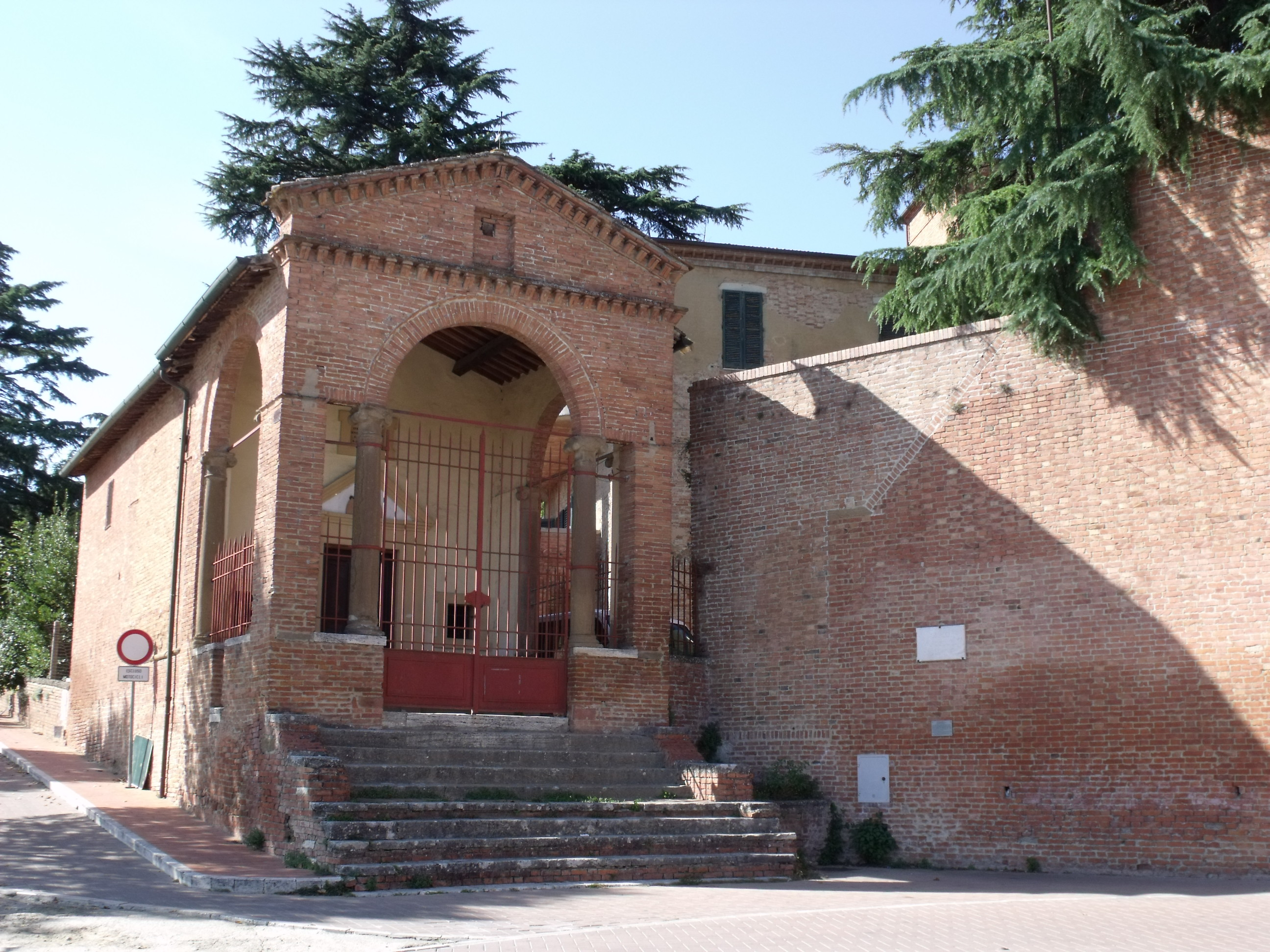
Madonna delle Nevi

## Demografie
Torrita di Siena telt ongeveer 2891 huishoudens. Het aantal inwoners steeg in de periode 1991-2001 met 0,7% volgens cijfers uit de tienjaarlijkse volkstellingen van ISTAT.
| Jaar | Inwoneraantal |
| ---- | ------------- |
| 1991 | 7071          |
| 2001 | 7121          |

## Geografie
De gemeente ligt op ongeveer 325 m boven zeeniveau.
Torrita di Siena grenst aan de volgende gemeenten: Cortona (AR), Montepulciano, Pienza, Sinalunga, Trequanda.